# Sculpture étrusque

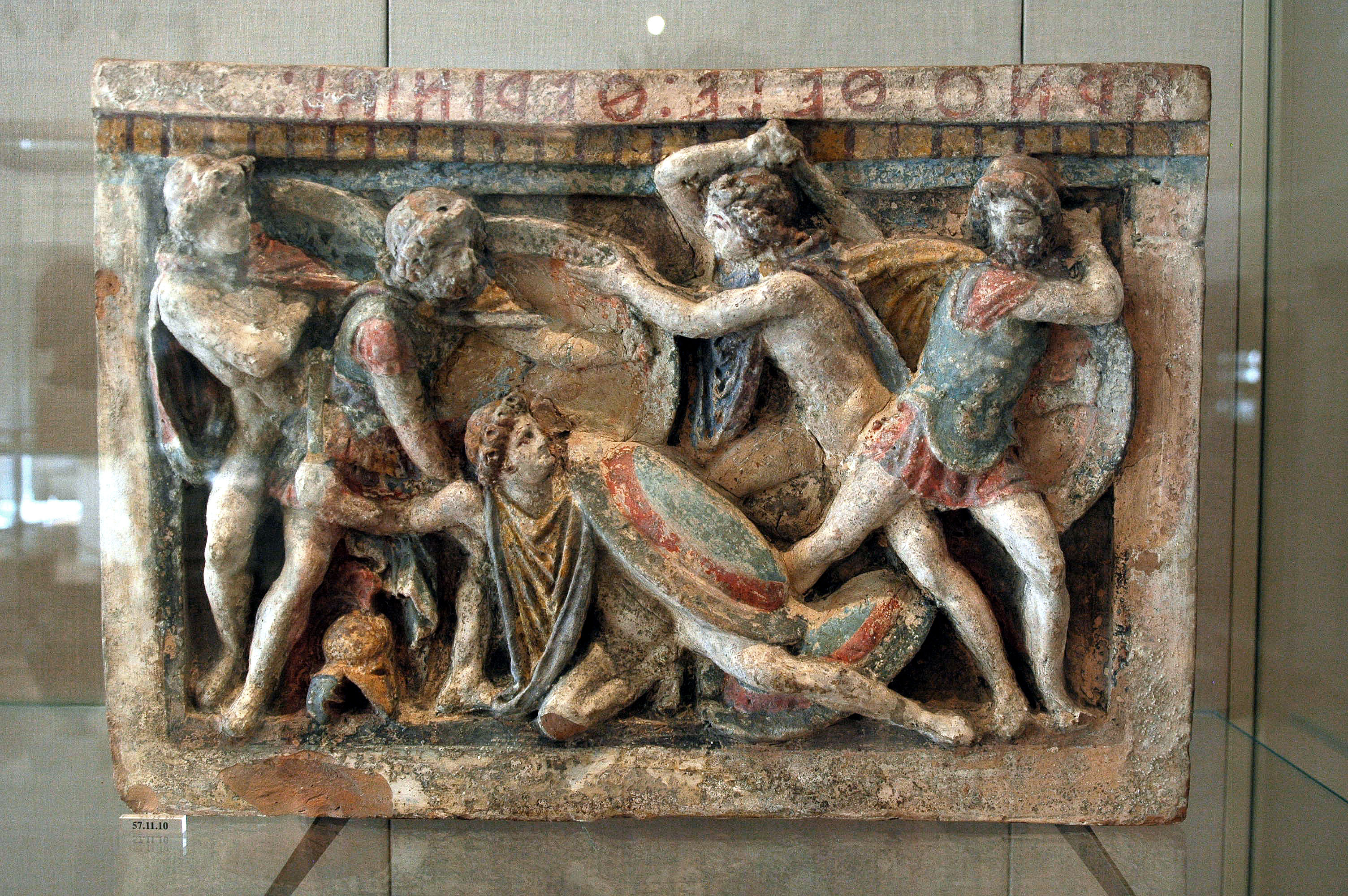
Bas-relief historié polychrome (caisse de sarcophage - MET).

Chevaux ailés de Tarquinia

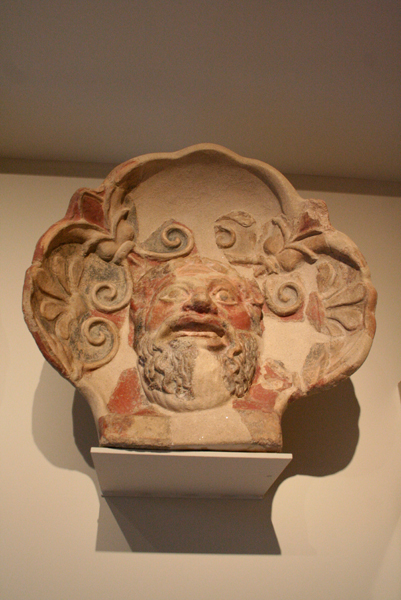
Terracotta figurée en bas-relief

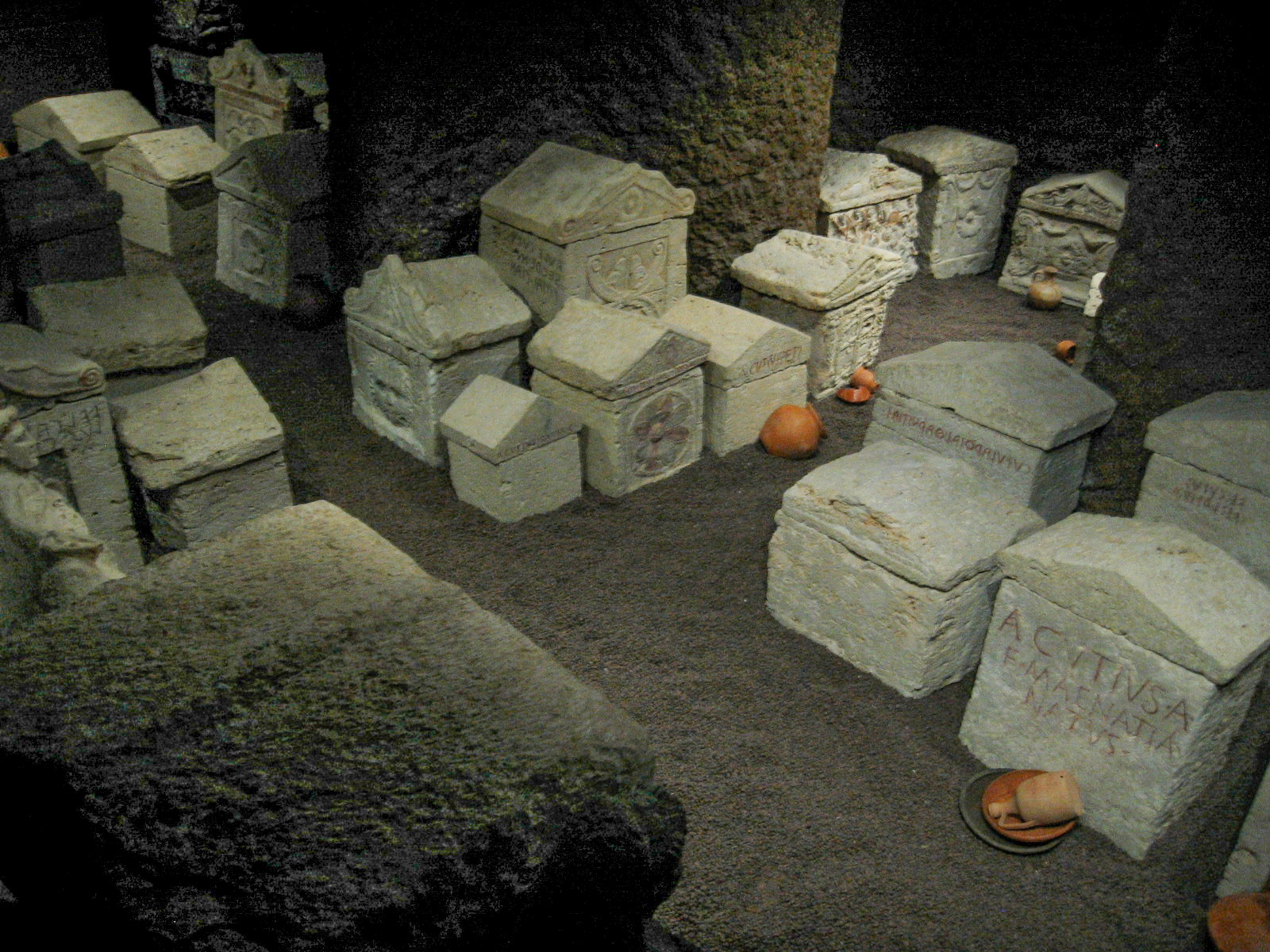
Sarcophages architectoniques.

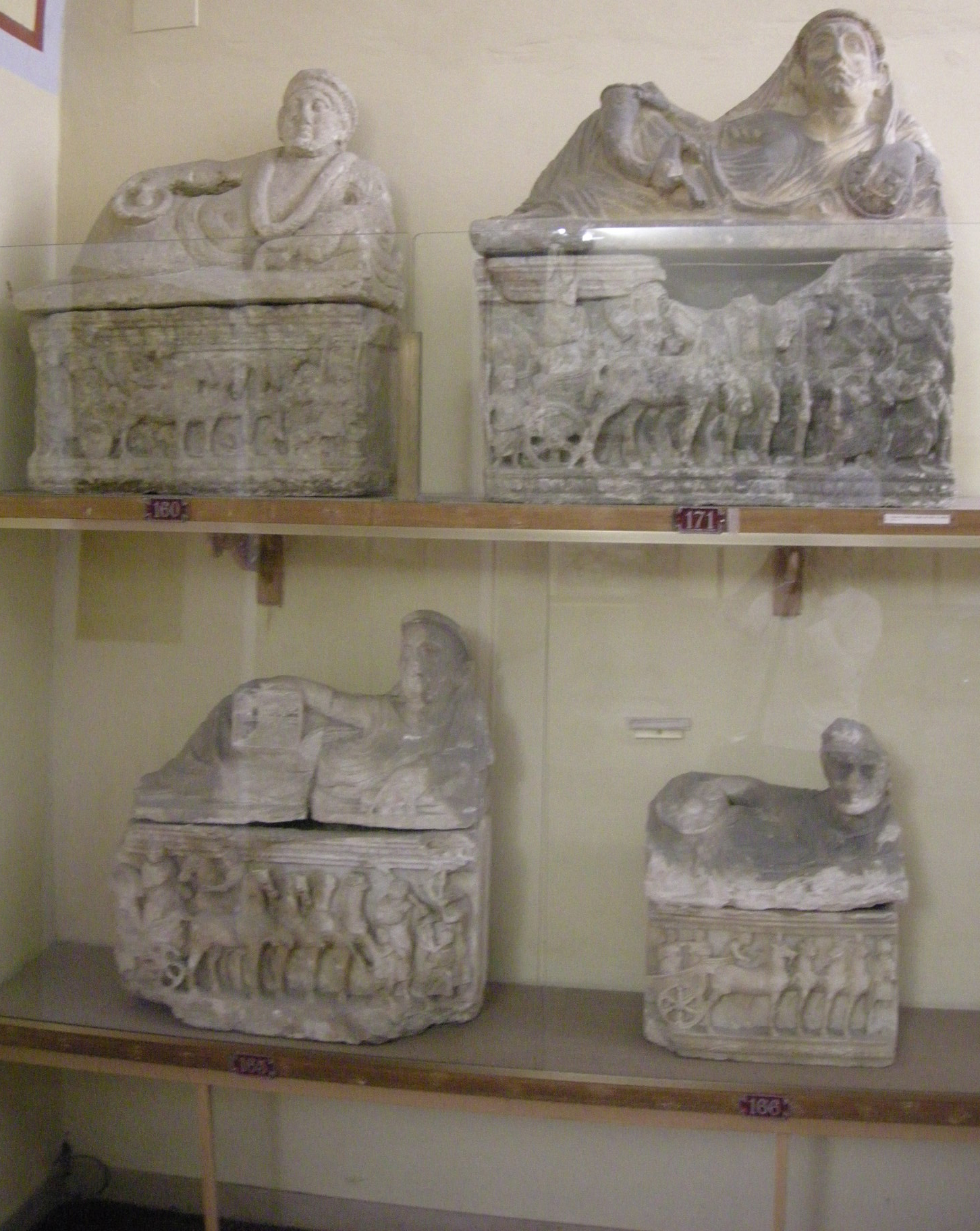
Sarcophages figurés du musée Guarnacci de Volterra.

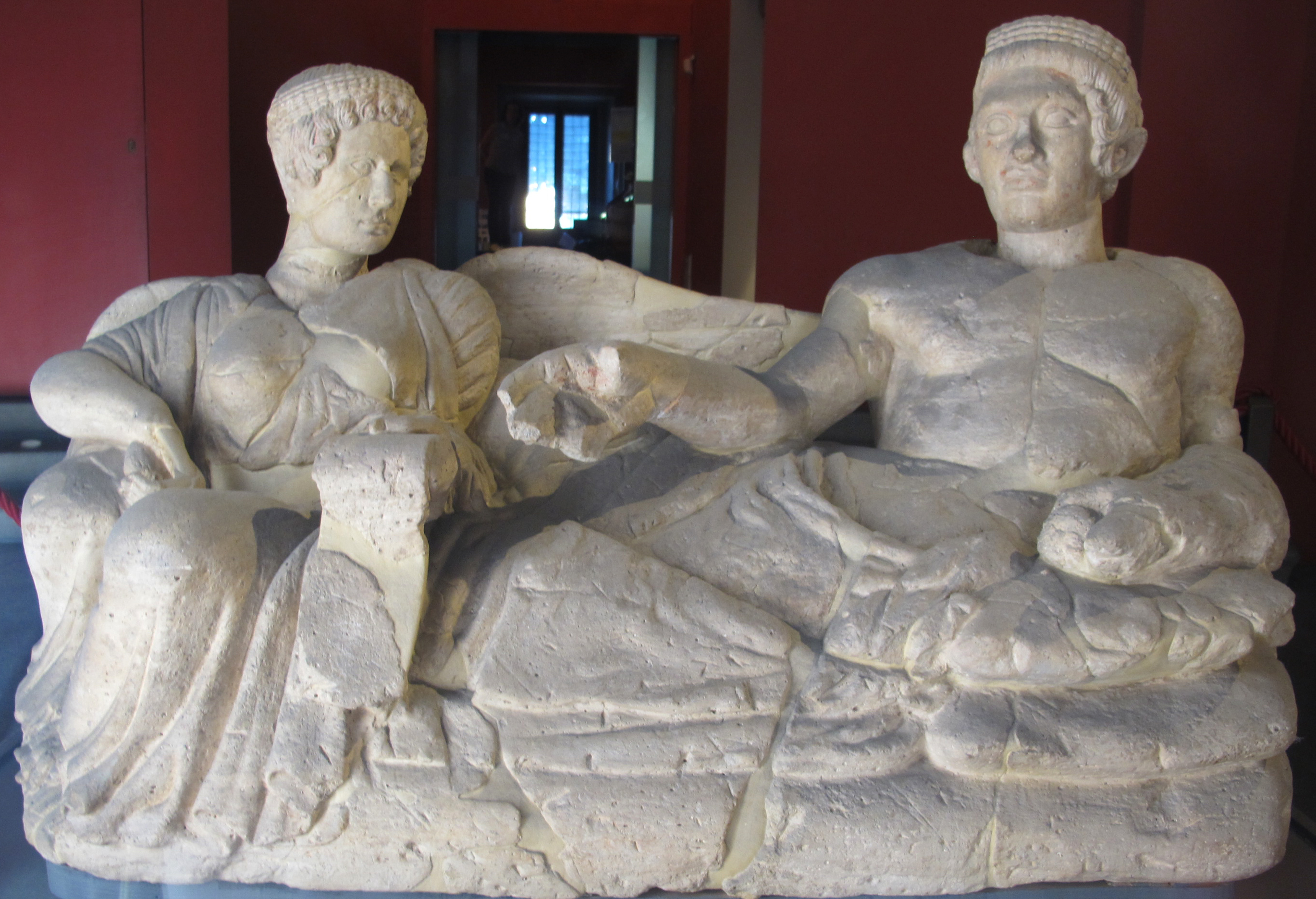
Statouage cinéraire de Chiusi, de la nécropole de La Pedata, Chianciano. Florence, Musée Archéologique National.

La sculpture étrusque était l'une des expressions artistiques les plus importantes du peuple étrusque, qui habitait la région du nord et du centre de l'Italie, approximativement entre le IXe et le Ier siècle av. J.-C. Leur art dérive, dans une large mesure, de l'art grec, mais il s'est également développé avec nombre de ses propres caractéristiques.
Ce domaine central de l'art étrusque, variable dans son style au cours de ses différentes périodes historiques, ne nous est accessible qu'à travers les vestiges découverts sur les nombreux sites étrusques des nécropoles; il n'existe pas de bâtiment qui soit parvenu entier jusqu'à aujourd'hui. Il existe très peu de documents écrits étrusques et, en outre, peu d'informations sur leur langue, qui n'est pas encore entièrement déchiffrée, mais les clés de la reconstruction de leur histoire peuvent être trouvées à travers leur art, sans négliger les informations fournies également par les langues grecques et étrusques. Chroniques romaines à cet égard. Comme pour sa culture, la sculpture étrusque présente en général de nombreuses difficultés aux savants, difficultés qui font l'objet de controverses et obligent à toujours proposer des interprétations provisoires. Il existe néanmoins un consensus pour affirmer qu'il s'agit d'une partie très importante et originale de l'héritage de l'art italien avant l'arrivée de l'Empire romain. En outre, il a également contribué de manière significative à la formation initiale des traditions artistiques de la Rome antique,.

## Types de sculpture

### Sculpture privée
L'une des particularités de la sculpture étrusque est qu'elle servait principalement à la décoration privée et accompagnait également l'activité religieuse. A leur apogée, les Étrusques développèrent une élite riche et cultivée, amoureuse de l'art et du luxe mais contrairement aux autres peuples de l’Antiquité, ne semblaient pas avoir eu intérêt à consigner leur propre histoire à travers l’art, louant les vertus des citoyens. Ils n’ont pas non plus créé de grands ouvrages de culte dédiés aux dieux, ni souhaité orner leurs villes de grands monuments civils pour proclamer la gloire de leur civilisation. Ainsi, la figure d'un artiste créateur ou d'écoles de style reconnues pour leur génie caractéristique n'apparaît pas. L’art était anonyme, collectif, éclectique et non compétitif. Cependant, on connait le nom d'un sculpteur étrusque, Vulca, qui travailla à Rome et y devint célèbre. Ainsi, la sculpture étrusque était essentiellement utilitaire, tant dans le domaine religieux et décoratif que dans le domaine privé. Leur profonde croyance en la vie après la mort les a amenés à développer un système complexe de pratiques funéraires dont le but principal était d'apporter du réconfort aux morts dans leur demeure sépulcrale et de plaire aux dieux; c'est pour cette raison qu'ils remplissaient les tombes d'objets destinés à faciliter le séjour des morts dans l'au-delà. Dès la période archaïque, la conception des tombeaux était réalisée comme s'il s'agissait de véritables maisons pour les morts; une coutume qui s'est poursuivie jusqu'à son intégration dans la culture romaine, avec les variations correspondantes selon l'époque, la région et la classe sociale du défunt. Dans certaines phases de l'histoire, les tombes des personnages les plus importants sont devenues extraordinairement riches,.

### Sculpture Religieuse
La religion a également déterminé les préférences pour un certain type de sculpture présente dans les tombes, comme les ex-voto et les statuettes des dieux, en plus des figures sculptées des morts sur les urnes funéraires et les sarcophages. La statuaire liée aux contextes funéraires constitue, dans une large mesure, la production étrusque la plus abondante,. D'autres typologies sont également importantes, comme celle d'un couple enlacé, et diverses statuettes, amulettes et reliefs qui montrent des images à fort caractère sexuel, utilisées dans une grande variété de pratiques magiques et rituels. Des scènes de sacrifices humains apparaissaient également fréquemment, montrant des détails réalistes très choquants; le thème du sacrifice d'Iphigénie y était particulièrement courant. Les images ne reflétaient peut-être pas des sacrifices réels, mais les remplaçaient de manière symbolique. Un autre thème récurrent est la représentation figurative des différents mythes locaux et grecs, axés principalement sur des scènes de violentes batailles. Mais tandis que les Grecs créaient de nombreuses images de dieux et divinisaient également les vertus abstraites, les Étrusques les abordaient beaucoup moins concrètement; il existe plusieurs images dont on ne sait pas si elles représentent une divinité locale,.

## Matériaux et techniques
Elle utilise souvent les seuls matériaux disponibles localement (a contrario des Romains qui transporteront sur de longues distances le marmor lunensis, le marbre de Carrare) :
- la poterie,
- la terre cuite, souvent polychrome (même si de nombreux vestiges ont perdu leurs couleurs),
- La roche locale, souvent métamorphique : nenfro, pépérin, tuf, travertin, pietra fetida.
- l'albâtre ou le marbre près de Volterra.

Le fer, produit depuis les mines de l'Île d'Elbe, a été, quant à lui, exporté dans toute l'Étrurie, utilisé également  comme monnaie des échanges commerciaux.
Le bronze, suivant les pratiques des artisans, participe également de la sculpture étrusque.

### Terre cuite
Une écrasante majorité des grands vestiges sculpturaux, aussi bien de grande taille - statuaires architecturales et sarcophages- que de plus petites pièces, étaient réalisés en terre cuite dont la facilité de manipulation servait parfaitement aux objectifs des sculpteurs et des mécènes et à la forte demande d'œuvres funéraires et de décoration. De plus, cela a permis la création de pièces en série à l'aide de moules, une technique apprise des Grecs. Un prototype en argile était modelé à la main, à partir duquel plusieurs modèles ont été réalisés, et avec ceux-ci, le prototype a pu être reproduit de nombreuses fois jusqu'à ce que le moule s'use et soit remplacé à nouveau. La pièce était retirée du moule alors qu'elle était encore humide et, de cette manière, des détails pouvaient être ajoutés ou des imperfections de fabrication rectifiées, donnant à chaque pièce un caractère unique. Parallèlement, les pièces moulées pourraient également servir de nouveau prototype pour une deuxième génération de moules et de copies, etc. D’une part, cela a permis la production en série de pièces similaires à faible coût pour satisfaire la demande croissante; mais à mesure que les moules s'usaient dès le premier prototype, leur qualité diminuait, ce qui a été fatal à l'art étrusque, surtout dans sa phase finale, lorsque la finition avait été considérablement réduite, sans ajouts ni corrections après le moulage. Cependant, l'aspect final des œuvres a donné des variations de goût chronologiques ou régionales, car il existe des cas de statuaire importante avec une finition étonnamment rustique, même à des époques antérieures, comme dans le cas du grand édifice de Murlo, dont la corniche était décorée d'au mois treize acrotères grandeur nature , ainsi que des plaques en terre cuite avec des représentations de scènes diverses, mais avec une technique très rudimentaire. D'autres exemples, cependant, sont d'un grand raffinement, et dans ce groupe le témoignage le plus important est celui du fronton du temple de Portonaccio à Véies, avec une scène mythologique, et un autre ensemble exceptionnel est le fronton de Talamone. Plus générale était l'utilisation de simples plaques et frises avec diverses scènes et détails de moindre importance tels que des antéfixes, des acrotères et des médaillons avec des motifs humains, animaux, végétaux et abstraits,.

### Autres matériaux
La pierre n'a pas beaucoup été utilisée dans la sculpture étrusque. Il existe relativement peu d'exemples de sculptures en calcaire tendre, en albâtre ou en tuf volcanique; le marbre est encore plus rare. Leurs dimensions sont modestes et leur technique assez primitive, les détails étaient souvent grossièrement travaillés, mais les imperfections étaient masquées par la pratique de la peinture en surface. Dans un atelier de Chiusi, des pleureuses et des sphinx ont été sculptés dans la pierre locale, tandis qu'à Volci des sculptures d'êtres fantastiques dérivés de la mythologie grecque ont été réalisées. Ce n'est qu'à l'époque hellénistique que l'on trouve davantage d'exemples de sculptures en pierre, notamment pour les sarcophages, mais la technique ne semble pas avoir évolué de manière significative.
L'ivoire, le bois et le bronze étaient également des matériaux exceptionnels pour les grandes statues, mais il existe une certaine incertitude à ce sujet, car il se peut que de nombreuses pièces importantes aient été perdues. Le bronze était un matériau privilégié pour réaliser de petites statues avec lequel les sculpteurs étrusques ont atteint un haut degré de connaissance technique et de complexité formelle. Ils maîtrisaient plusieurs techniques, comme la cire perdue, la gravure ou le laminage; ils purent ajouter au bronze d'autres métaux comme des incrustations d'or, de cuivre ou d'argent, et leur production eût un grand marché parmi certaines villes voisines, notamment les Romains, d'ailleurs la technique du bronze fut louée par Horace,.

## Destinations
Outre la statuaire étrusque en ronde-bosse, les bas-reliefs historiés, les objets à destination votive (bronzetti, Ombra della sera) on remarquera particulièrement la décoration des toits, affichant les divinités ou dignitaires, en protection votive du bâtiment, et les nombreuses stèles inscrites portant la langue étrusque.
Quelques éléments de mobilier attestent de leur présence dans la vie quotidienne des Étrusques.

### Stèles gravées
Éléments du bornage étrusque, les cippes exposent, gravés, les textes juridiques en vigueur sur un lieu de partage. Ils ne comportent que du texte mais avec des formatages de différenciations (mots « en gras », renvois, séparation des mots ou non, dans une sorte de typographie).
- le Cippe de Pérouse, le Bilingue de Pesaro...

### Mobilier funéraire
- Urne-cabane de la culture villanovienne
- Couvercles sculptés du canope de Chiusi
- Sarcophages architectoniques à bas-reliefs historiés (Typologie des thèmes mythologiques étrusques).
- Sarcophages figurés, à couvercle, par la statue du défunt (parfois en couple) dans la pose semisdraiata du banquet étrusque.

### Panneaux décoratifs
- Panneaux historiés en terracotta, les « plaques de Murlo » à Poggio Civitate

### Éléments de toiture
Antéfixes et acrotères agrémentaient (et protégeaient) les toits de leurs habitations en représentant souvent leurs divinités et leurs dignitaires (le cowboy de Murlo, les éléments d'un temple étrusque reconstitué à la villa Giulia)

### Petit mobilier

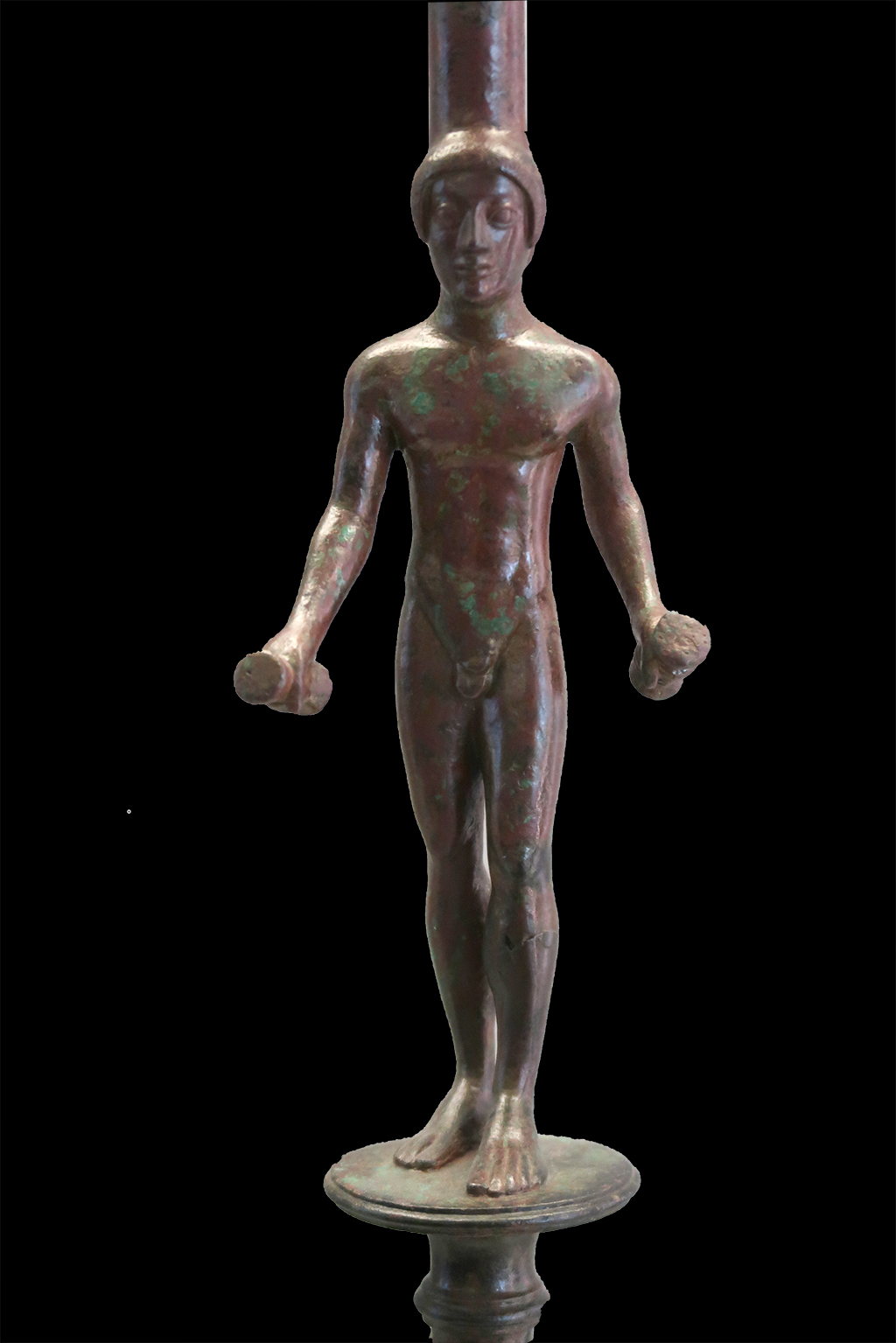
Kouros. Brûle-parfum (thymiaterion). Étrurie. Ve siècle AEC. Détail sur le kouros. Bronze : ensemble du brûle-parfum 56,3 cm. Musée des Beaux-Arts de Lyon

Trépieds support de bassin ou coupe, kottabos, chandeliers et brûle-parfums en bronze, ornés de figures en leur centre, miroirs , attestent de la sculpture utilitaire des Étrusques comme de leur maîtrise de l'orfèvrerie et de la  peinture.

### Autres pièces sculptées
- Un obélisque à Orvieto

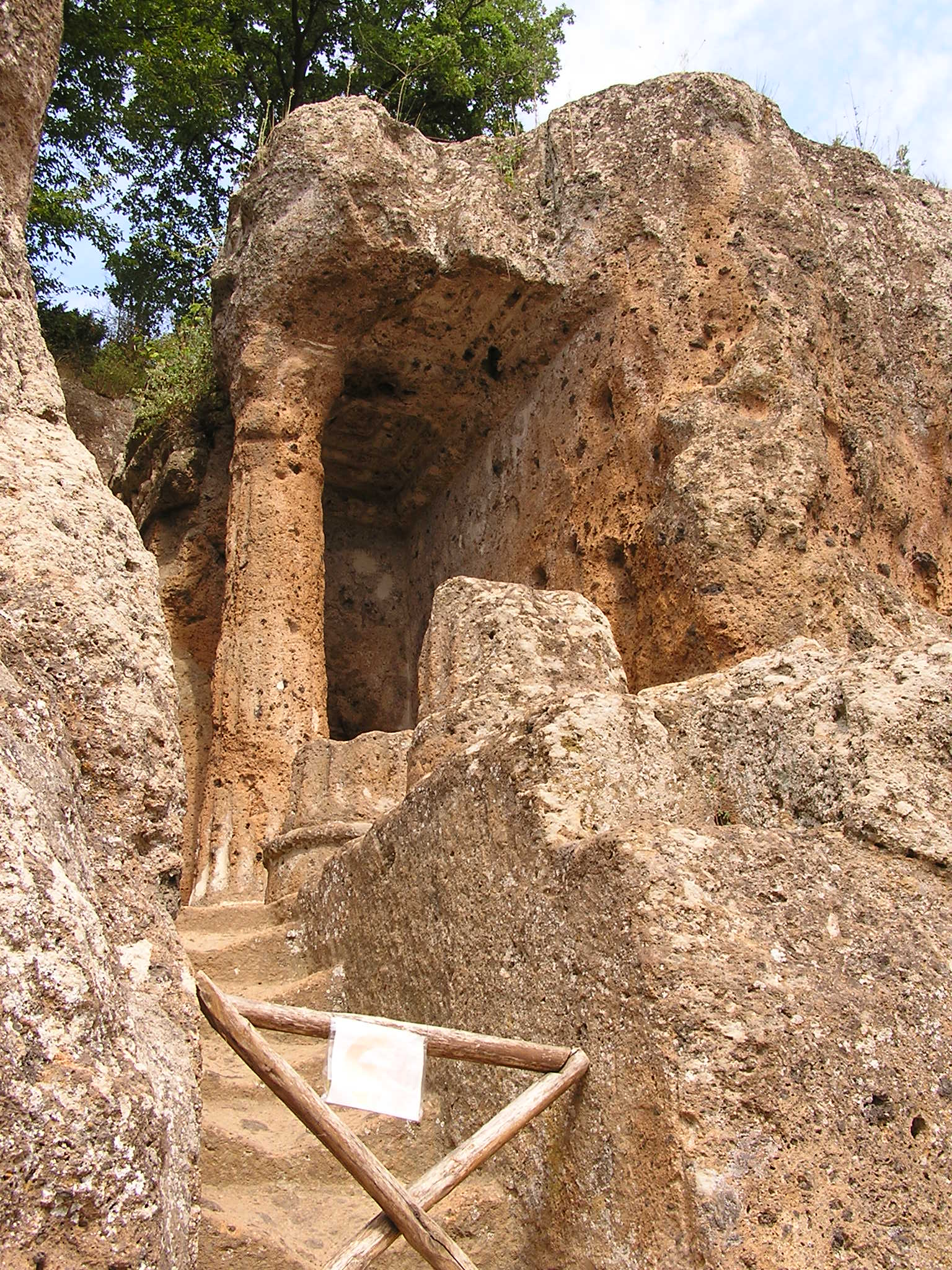
Colonne et fronton architecturaux taillés dans la colline de tuf à Sovana

- Les sculptures monumentales des nécropoles de l'Area archeologica di Sovana attestent, avec leurs nombreuses tombes à hypogée, également de leurs talents architecturaux (maison à atrium, compluvium, le temple étrusque).